# Cinquième Colonne (film)
Pour l’article homonyme, voir Cinquième colonne (homonymie).
Pour plus de détails, voir Fiche technique et Distribution.

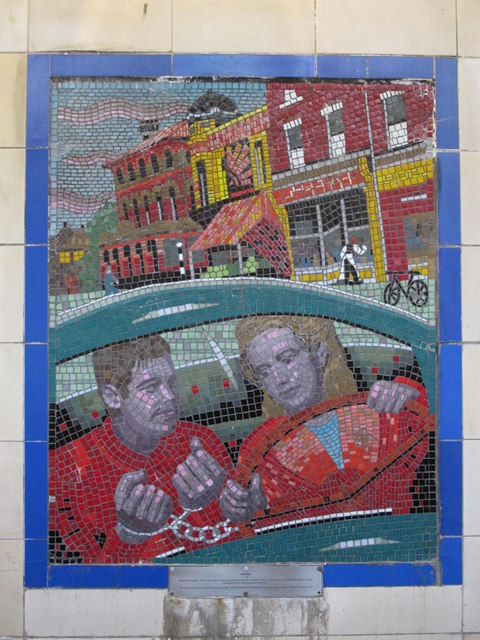
Scène du film reproduite en mosaïque dans la station de métro de Leytonstone (Londres).

Cinquième Colonne (Saboteur) est un film d'espionnage en noir et blanc d'Alfred Hitchcock, sorti en 1942.
Barry Kane, ouvrier de l'aéronautique, est accusé à tort d'avoir fait brûler l'usine d'armement dans laquelle il travaille, incendie qui a causé la mort de son meilleur ami. Pour prouver son innocence, il entame une course-poursuite acharnée à travers le pays à la recherche du véritable saboteur.

## Intitulé du film
Le titre en anglais fait référence au saboteur.
En français, le titre évoque la cinquième colonne, qui désigne les partisans cachés, au sein d'un État, d'un État ennemi.

## Synopsis
En Californie, à Glendale, une usine d'armement subit un incendie criminel. Un ouvrier, Ken Mason, en meurt. Barry Kane, arrivé le premier sur les lieux de l'incendie, est accusé à tort d'avoir été à l'origine de cet incendie et d'avoir remplacé, dans l'extincteur, la mousse ignifuge par de l'essence. Or la veille de l'incendie, Barry avait croisé un certain Fry sur les lieux. Poursuivi par les policiers, Barry quitte la ville grâce à un camionneur et se fait déposer au ranch de M. Tobin chez qui Fry est susceptible d'habiter. Or M. Tobin, qui connaît manifestement Fry, est un complice de celui-ci et livre Barry à la police.
Durant son transfert à Los Angeles pour y être remis au FBI et placé en détention provisoire, Barry, bien que menotté, parvient à s'échapper. Il trouve refuge chez un brave homme, aveugle, qui l'héberge. Sa nièce arrive peu après :  elle s'appelle Patricia (« Pat ») Martin et, sur l'injonction de son oncle, conduit Barry chez le forgeron pour qu'on lui enlève les menottes. Au cours du trajet, elle change de destination et lui déclare l'emmener au commissariat de police. Barry se rebelle et la maîtrise. La voiture tombe en panne.
Barry et Pat sont recueillis par les membres d'un cirque ambulant. Par la suite, près d'un endroit où le cirque campe, Barry et Pat découvrent une maison semblant insalubre. Mais cette maison est en fait occupée par des membres du complot. Deux hommes s'approchent. Tandis que Pat se cache, Barry leur fait face. Il leur montre ses menottes et leur fait observer que le journal local montre sa photo et parle de lui comme du coupable désigné de l'incendie criminel. Leur parlant de M. Tobin, il les convainc qu'il fait partie du groupe criminel. Les deux hommes l'emmènent par avion à New York.

## Fiche technique
Sauf indication contraire, les informations mentionnées dans cette section peuvent être confirmées par la base de données cinématographiques IMDb,  présente dans la section « Liens externes ».
- Titre : Cinquième Colonne
- Titre original : Saboteur
- Réalisation : Alfred Hitchcock
- Scénario : Peter Viertel, Joan Harrison, Dorothy Parker et John Houseman[1] (non crédité), d'après une histoire d'Alfred Hitchcock[1] (non crédité)
- Musique : Frank Skinner
- Direction artistique : Jack Otterson
- Photographie : Joseph Valentine
- Costumes : Irene Saltern
- Son : Bernard B. Brown
- Montage : Otto Ludwig et Edward Curtiss (non crédité)
- Production : Alfred Hitchcock, Frank Lloyd et Jack H. Skirball
- Sociétés de production : Frank Lloyd Productions et Universal Pictures
- Société de distribution : Universal Pictures
- Pays de production :  États-Unis
- Format : noir et blanc - 1,37:1[2] - Mono (Western Electric Mirrophonic Recording) - 35 mm[2]
- Genre : espionnage et thriller
- Durées : 104 minutes (montage international) / 93 minutes (montage français)
- Dates de sortie[3] :
  - États-Unis :
    - 22 avril 1942 (avant-première à Washington, D.C.)
    - 24 avril 1942 (sortie nationale)
    - 1er septembre 1948 (ressortie)

  - France : 14 juin 1949

## Distribution
- Robert Cummings : Barry Kane

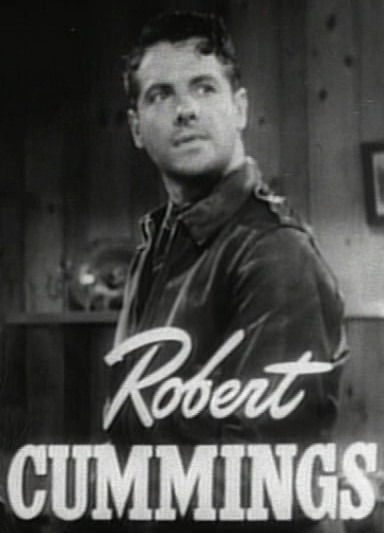
Robert Cummings joue Barry Kane, la victime du complot.

- Priscilla Lane : Patricia « Pat » Martin
- Otto Kruger : Charles Tobin
- Alan Baxter : M. Freeman
- Clem Bevans : Neilson
- Norman Lloyd : Frank Fry
- Alma Kruger : Henrietta Van Sutton
- Vaughan Glaser : Phillip Martin
- Dorothy Peterson : Mlle Mason
- Ian Wolfe : Robert, l'homme de maison
- Frances Carson : une femme de la haute société
- Murray Alper : Mac, le camionneur
- Kathryn Adams Doty : Mlle Brown
- Pedro de Cordoba : l'homme squelette
- Billy Curtis : Major, le nain
- Marie LeDeaux : Tatania, la femme de poids
- Anita Sharp-Bolster : Lorelei (Esmeralda), la Femme à barbe
- Jean et Lynne Romer : Marigold et Annette, les sœurs siamoises

Acteurs non crédités
- Hardie Albright : un détective
- Oliver Blake : le shérif-adjoint chauffeur
- Paul E. Burns : le fermier
- Hans Conried : Edward
- Paul Everton : un invité de la fête
- Pat Flaherty : George
- Charles Halton : le second shérif
- Selmer Jackson : le chef de FBI
- Will Lee : Rogers
- Belle Mitchell : Adèle, la servante de Tobin
- Margaret Moffatt : Mme Moore
- Virgil Summers : Ken Mason
- Matt Willis : le shérif
- Will Wright : J.C. Lormans
- Barton Yarborough et Ralph Dunn : les agents du FBI chez Mason's House
- Duke York : le shérif-adjoint

## Production

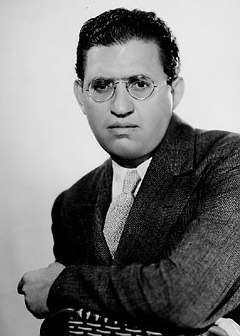
David O. Selznick est à l'origine du projet.

C'est David O. Selznick qui est à l'origine du projet en souhaitant produire l'histoire de Cinquième colonne imaginée par Alfred Hitchcock. Il engage Joan Harrison avec qui il avait déjà travaillé sur Rebecca pour écrire le scénario. Elle se retire peu de temps après pour écrire Les Mains qui tuent, film qu'elle produira et c'est Peter Viertel qui est engagé pour finir le scénario.
Cependant en novembre 1941, Selznick tente de vendre le film à plusieurs sociétés de production car jugeant le scénario médiocre, il ne souhaite plus le faire lui-même. Il éprouve des difficultés à trouver preneur et c'est finalement Frank Lloyd et Jack H. Skirball qui se portent acquéreur pour 20 000 $.
Le film entre en phase de production au moment où la guerre éclate aux États-Unis avec l'attaque de Pearl Harbor. Les critiques commencent à s'abattre sur Alfred Hitchcock et les Britanniques qui ne rentrent pas en Angleterre, aussi en guerre. Les États-Unis étant en guerre, il est impossible de tourner des scènes dans les usines qui sont en pleine production militaire. Le film doit être fait en studio.

### Choix des interprètes

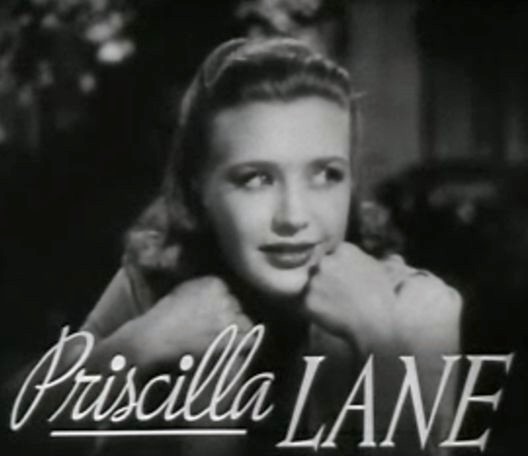
Priscilla Lane (ici dans Rêves de jeunesse) décroche le rôle féminin au détriment de Barbara Stanwyck, le premier choix d'Alfred Hitchcock.

Avant de se retirer du projet, Selznick arrête son choix sur Gene Kelly pour jouer le rôle principal. Hitchcock, quant à lui, souhaite engager Gary Cooper et Barbara Stanwyck mais Universal Pictures choisit finalement Robert Cummings et Priscilla Lane.
Pour le saboteur, Hitchcock demande à John Houseman, qui a contribué à l'ébauche du scénario, de trouver un jeune acteur encore inconnu. Houseman recommande alors Norman Lloyd. Hitchcock lui fait passer une audition après avoir présenté le personnage. Lloyd joue alors un extrait d'une pièce de théâtre appelé Blind Alley dans laquelle il tenait peu de temps auparavant le rôle d'un tueur. En comédien de théâtre très expressif qu'il est, Norman Lloyd surjoue mais Hitchcock trouve en l'acteur ce qu'il recherchait.
Virgil Summers fait partie de l'équipe technique du film en qualité de « Best boy » et est remarqué par Hitchcock qui le choisit pour jouer la victime de l'incendie au début du film.
Malgré sa répulsion envers la politique et les messages porteurs de valeurs sociales, Alfred Hitchcock profite du personnage joué par Vaughan Glaser, l'homme aveugle qui recueille Barry Kane, pour dénoncer et condamner la méchanceté qui règne dans le monde à ce moment-là. En effet le personnage, paisible et gentil, revendique des valeurs politiques guidées par ses bons sentiments.
La caractérisation des traîtres rend parfaitement compte du soin particulier qu'Hitchcock prend pour dessiner ses « méchants », sur lesquels il fait largement reposer la réussite de ses films. Il prend le contre-pied des convenances en les situant dans les classes supérieures, parmi ces gens dont la droiture et l'intégrité sont communément admises. Ce point est appuyé dans certaines lignes de dialogues que l'on peut attribuer à Dorothy Parker, auteur très marqué à gauche dans une période où un patriotisme aveugle s'impose. Son apport très contrôlé (de nombreuses scènes alternatives furent tournées ou envisagées pour s'arranger ultérieurement avec la censure) est significatif, sa signature étant parfaitement perceptible dans la scène du routier ou le discours de l'ermite aveugle sur les dérives patriotiques et le devoir de se soustraire parfois à la loi,.
Saboteur est le premier film américain d'Hitchcock dont la distribution est entièrement américaine.

### Caméo d'Alfred Hitchcock
Comme à son habitude, Hitchcock fait une apparition furtive dans son film. Pour le tournage de sa petite scène il demande à Carol Stevens, sa secrétaire de l'époque, de jouer ce qu'il a mis au point. Norman Lloyd se souvient : « Ils devaient jouer des sourds et muets marchant dans la rue. Hitchcock devait utiliser la langue des signes et Stevens devait le gifler en retour car il lui aurait fait une proposition peu convenable ». La scène est tournée mais n'est pas retenue car les dirigeants du studio ne trouvent pas correct de donner une telle image de personnes handicapées. Il se résigne finalement à faire une simple apparition visible à la 64e minute dans une rue de New York, lorsque la voiture des comploteurs s'arrête près d'un kiosque à journaux.

### Effets spéciaux
Compte tenu d'un budget serré, Hitchcock et son chef décorateur Robert Boyle (avec lequel Hitchcock entame une longue et fructueuse collaboration) retrouvent la nécessité d'user de tous les trucages éprouvés durant la période anglaise. On pense tout particulièrement aux 39 marches dont ce film emprunte clairement la construction.
Hitchcock imagine un procédé simple pour donner l'impression de personnes s'envolant. Il filme de haut en bas toutes celles censées se trouver près du bateau lors de la tentative de destruction du saboteur, donnant ainsi l'illusion qu'elles sont projetées en l'air par le souffle de l'explosion. Un peu plus tard dans le film, le saboteur aperçoit un navire chaviré sur le flanc qui est en fait le Normandie filmé par la télévision lors de son incendie dont les images ont été réutilisées par Hitchcock,,. L'United States Navy se retourna contre Universal Pictures, l'accusant d'insinuer que le paquebot avait été la cible d'un sabotage,,. Cet apport d'un Hitchcock opportuniste et réactif est souvent mis en avant pour discuter du bien-fondé du mythe du « film construit le papier » entretenu par le réalisateur.
Lors de la séquence où les héros se cachent dans la caravane du cirque, Alfred Hitchcock utilise la perspective forcée pour donner l'impression d'un grand nombre de roulottes lors de la fouille par les policiers. Dans le plan où l'on voit toute la caravane, ce sont en fait des hommes de petite taille que l'on voit fouiller des petites roulottes dans le fond. Quand ils arrivent au premier plan, au niveau de la dernière voiture, ce sont des policiers de taille normale qui entrent dans une roulotte grandeur nature.

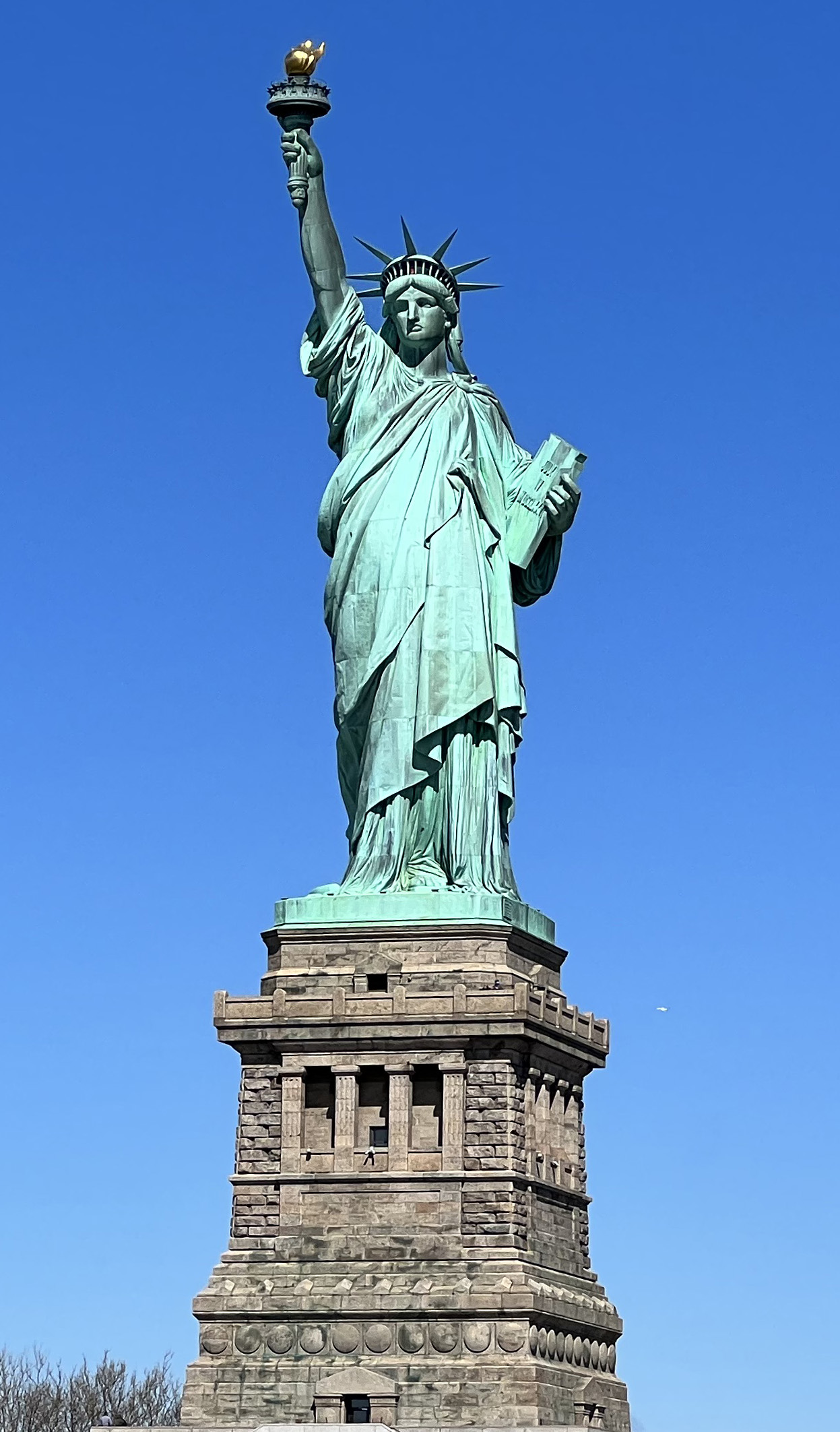
La statue de la Liberté, théâtre de l'épilogue du film.

Pour la chute du saboteur, c'est en fait la caméra qui s'élève à douze mètres de hauteur. L'acteur est lui sur un siège et simule la chute par des gestes. Le montage effectué donne l'impression que le saboteur tombe de la statue de la Liberté.

### Épilogue du film
Le film terminé, Alfred Hitchcock éprouve un regret : c'est d'avoir suspendu le saboteur au bras de la statue de la Liberté plutôt que le héros. Il pensait que le public se serait plus identifié à Barry Kane s'il avait été à la place du méchant.
Film réalisé durant la période la moins fastueuse du réalisateur qui ne s'est pas encore imposé aux États-Unis, Cinquième Colonne n'en reste pas moins un film très important pour Hitchcock du fait de sa réussite commerciale dans un contexte difficile où le marché européen est fermé. Première étape dans l'affirmation de sa singularité et de son indépendance qu'il concrétise l'année suivante avec le même producteur indépendant. C'est en effet avec L'Ombre d'un doute (1943), qu'Hitchcock s'épanouit enfin en tant que « réalisateur américain ».